# Kőbánya-Kertváros
Kőbánya-Kertváros est un quartier situé dans le 10e arrondissement de Budapest. 